# Аксіоматичний метод
Аксіоматичний метод — спосіб побудови наукової теорії, в якому основою теорії слугують деякі вихідні положення, що їх називають аксіомами теорії, а всі інші положення теорії випливають як логічні наслідки аксіом. Більшість напрямків сучасної математики, теоретична механіка, низка розділів фізики побудовані з використанням аксіоматичного методу. В математиці аксіоматичний метод дає можливість створення логічно завершених наукових теорій. Не менше значення має й те, що математичну теорію, побудовану аксіоматично, часто застосовують в інших науках.

## Найдавніший період
У математиці аксіоматичний метод зародився в роботах давньогрецьких геометрів. Блискучим зразком його застосування аж до XIX ст. була геометрична система, відома під назвою «Начала» Евкліда (бл. 300 р. до н. е.). Хоча в той час не поставало ще питання про опис логічних засобів, застосовуваних для отримування змістовних наслідків з аксіом, у системі Евкліда вже доволі чітко прослідковується ідея отримання всього основного змісту геометричної теорії чисто дедуктивним шляхом, з певного, відносно невеликого, числа тверджень — аксіом, істинність яких уявлялася наочно очевидною.

## ХІХ століття
Відкриття на початку XIX ст. неевклідової геометрії М. І. Лобачевським і Я. Больяї стало поштовхом до подальшого розвитку аксіоматичного методу. Вони з'ясували, що, замінивши звичний і, здавалося б, єдино «об'єктивно істинний» V постулат Евкліда про паралельні прямі його запереченням, можна розвивати чисто логічним шляхом геометричну теорію, настільки ж струнку і багату змістом, як і геометрія Евкліда. Цей факт змусив математиків XIX ст. звернути особливу увагу на дедуктивний спосіб побудови математичних теорій, що зумовило виникнення зв'язаної із самим поняттям аксіоматичного методу і формальної (аксіоматичної) математичної теорії нової проблематики, на основі якої виросла так звана теорія доведень як основний розділ сучасної математичної логіки.
Розуміння необхідності обґрунтування математики і конкретні задачі в цій галузі зародилися в більш-менш виразній формі вже в XIX ст. Уточнення основних понять аналізу і зведення складніших понять до найпростішого на точній і логічно усе міцнішій основі, а також відкриття неевклідових геометрій стимулювали розвиток аксіоматичного методу і виникнення проблем загальнішого математичного характеру, таких як несуперечність, повнота і незалежність тієї чи іншої системи аксіом.

## Метод інтерпретацій
Перші результати в цій галузі приніс метод інтерпретацій, який можна описати у такий спосіб. Нехай кожному вихідному поняттю і співвідношенню даної аксіоматичної теорії Т поставлений у відповідність певний конкретний математичний об'єкт. Сукупність таких об'єктів називається полем інтерпретації. Усякому твердженню U теорії Т природним чином ставиться у відповідність певне висловлення U* про елементи поля інтерпретації, яке може бути істинним чи помилковим. Тоді говорять, що твердження U теорії Т відповідно істинне або помилкове в даній інтерпретації. Поле інтерпретації і його властивості звичайно самі є об'єктом розгляду певної математичної теорії T1, яка, зокрема, може бути теж аксіоматичною.
Метод інтерпретацій дає змогу встановлювати факт відносної несуперечливості, тобто довести твердження типу: «якщо теорія T1 несуперечлива, то несуперечлива і теорія Т». Нехай теорія Т проінтерпретована в теорії T1 таким чином, що всі аксіоми Аі теорії Т інтерпретуються істинними твердженнями Аі* теорії Т1. Тоді всяка теорема теорії Т, тобто всяке твердження А, логічно виведене з аксіом Аі в Т, інтерпретується в T1 певним твердженням А*, яке можна вивести у Т з інтерпретацій А*і аксіом Аі, і отже істинним. Останнє твердження спирається на ще одне припущення, що робиться неявно нами, певної подібності логічних засобів, застосовуваних у теоріях Т и Т1. Практично ця умова зазвичай виконується. Хай тепер теорія Т суперечлива, тобто якесь твердження А цієї теорії виведене в ній разом зі своїм запереченням. Тоді з вищесказаного випливає, що твердження А* та «не А*» будуть одночасно істинними твердженнями теорії Т1, тобто теорія Т1 суперечлива. Цим методом була, наприклад, доведена (Ф. Кляйн, А. Пуанкаре) несуперечливість неевклідової геометрії у припущенні, що несуперечлива геометрія Евкліда, а питання про несуперечливість гільбертової аксіоматизации евклідової геометрії був зведений (Д. Гільберт) до проблеми несуперечливості арифметики.
Метод інтерпретацій дозволяє також вирішувати питання про незалежність систем аксіом: для доказу того, що аксіома А теорії Т не виводима з інших аксіом цієї теорії і, отже, істотно необхідна для отримання всього обсягу даної теорії, досить побудувати таку інтерпретацію теорії Т, у якої аксіома А була б помилкова, а всі інші аксіоми цієї теорії істинні. Згадане вище зведення проблеми несуперечливості неевклідової геометрії до проблеми несуперечливості евклідової геометрії, а цієї останньої — до питання про несуперечливість арифметики має своїм наслідком твердження, що V постулат Евкліда не виводимий з інших аксіом геометрії, якщо тільки несуперечливою є арифметика натуральних чисел.
Слабкий бік методу інтерпретацій полягає в тому, що в питаннях несуперечливості і незалежності систем аксіом він дає можливість одержувати лише результати, що носять відносний характер. Важливим досягненням цього методу став той факт, що з його допомогою була виявлена особлива роль арифметики як такої математичної теорії, до питання про несуперечності якої зводиться аналогічне питання для цілого ряду інших теорій.

## Праці Ґільберта
Подальший розвиток — у відомому смислі це була вершина — аксіоматичний метод дістав у роботах Д. Гільберта і його школи. У рамках цього напряму було вироблено подальше уточнення поняття аксіоматичної теорії, а саме поняття формальної системи. У результаті цього уточнення виявилося можливим представляти самі математичні теорії як точні математичні об'єкти і будувати загальну теорію, або метатеорію, таких теорій. При цьому привабливою представлялася перспектива (і Д. Гільберт був у свій час нею захоплений) вирішити на цьому шляху всі головні питання обґрунтування математики. Усяка формальна система будується як точно окреслений клас виразів — формул, у якому певним точним образом виділяється підклас формул, що називають теоремами даної формальної системи. При цьому формули формальної системи самі не несуть у собі ніякого змістовного смислу; їх можна будувати з довільних знаків або елементарних символів, керуючись тільки міркуваннями технічної зручності. Насправді спосіб побудови формул і поняття теореми тієї чи тієї формальної системи вибираються з таким розрахунком, щоб весь цей формальний апарат можна було застосовувати для якомога адекватнішого і повнішого вираження тієї чи тієї конкретної математичної (або не математичної) теорії, точніше, як її фактичного змісту, так і її дедуктивної структури. Усяку конкретну математичну теорію Т можна перекласти на мову придатної формальної системи S таким чином, що кожне осмислене (неправдиве або істинне) висловлювання теорії Т виражається певною формулою системи S.
Природно було сподіватися, що метод формалізації дасть змогу будувати весь позитивний зміст математичних теорій на такій точній і, здавалося б, надійній основі, як поняття виведеної формули (теореми формальної системи), а принципові питання типу проблеми несуперечності математичних теорій вирішувати у формі доказів відповідних тверджень формальних систем, які формалізують ці теорії. Щоб одержати доведення тверджень про несуперечливість, що не залежать від тих потужних засобів, які в класичних математичних теоріях саме і є причиною ускладнень їх обґрунтування, Д. Гільберт пропонував досліджувати формальні системи т. зв. фінітними методами (див. Метаматематика).

## Теореми Ґьоделя
Однак результати К. Геделя початку 30-х р. XX ст. призвели до краху основних сподівань, що пов'язувалися з цією програмою. К. Гедель дійшов таки висновків:
1. Усяка природна, несуперечлива формалізація S арифметики або будь-якої іншої математичної теорії, яка містить арифметику (наприклад, теорії множин), неповна і непоповнювана в тому розумінні, що: а) у S містяться (змістовно істинні нерозв'язні формули, тобто такі формули А, що ні А, ні заперечення А не виводимі у S (неповнота формалізованої арифметики); б) хоч би якою скінченною множиною додаткових аксіом (наприклад, нерозв'язними в S формулами) розширювати систему S, у новій, посиленій таким чином формальній системі неминуче з'являться свої нерозв'язні формули (непоповнюваність; див. також Геделя теорема про неповноту).
2. Якщо формалізована арифметика насправді несуперечлива, то, хоча твердження про її несуперечливість може бути висловлено її власною мовою, доведення цього твердження неможливо провести засобами, що формалізуються в ній самій.

Це означає, що вже для арифметики принципово неможливо вичерпати весь обсяг її змістовно істинних суджень класом виводимих формул хоч якою формальною системою і що нема жодної надії отримати яке-небудь фінітне доведення несуперечливості арифметики, тому що, очевидно, усяке розумне уточнення поняття фінітного доведення виявляється формалізуємим у формальній арифметиці.
Усе це ставить певні границі можливстям А. м. у тому його вигляді, який він набув у рамках гільбертовського формалізму. Однак і в цих границях він відіграв і продовжує відігравати важливу роль у основах математики. Наприклад, уже після описаних результатів К. Геделя ним же в 1938-40 рр., а потім П. Коеном у 1963 р. на основі аксіоматичного підходу із застосуванням методу інтерпретацій були отримані фундаментальні результати про сумісність (тобто відносну несуперечливість) і незалежність аксіоми вибору і континуум-гіпотези в теорії множин. Що стосується такого основного питання основ математики, як проблема несуперечливості, і після результатів К. Геделя стало ясно, що для його розв'язування, очевидно, не обійтися без інших, відмінних від фінітистських, засобів та ідей. Тут виявились можливими різні підходи, з огляду на існування різних поглядів на припустимість тих чи інших логичних засобів.
З результатів про несуперечливість формальних систем варто вказати на доведення несуперечливості формалізованої арифметики, яке спирається на нескінченну індукцію до певного зліченого трансфінітного числа.
За П. С. Новіковим.
Розвинувши аксіоматичну теорію, можна, не проводячи повторних міркувань, стверджувати, що її висновки мають місце в кожному випадку, коли справедливі відповідні аксіоми. Таким чином, аксіоматичний метод дозволяє застосовувати аксіоматично розвинені теорії в різних галузях знань. Саме в цьому сила аксіоматичного методу.

## Сучасність
Сучасна точка зору на побудову аксіоматичної теорії така:
1. перераховуються початкові поняття (ті, що не визначаються, наприклад, точка в геометрії)
2. вказується список аксіом, які встановлюють деякі зв'язки і відношення між початковими поняттями
3. за допомогою означеннь вводяться подальші поняття
4. за допомогою початкових фактів, що містяться в аксіомах, з використанням деякої логічної системи доводяться подальші факти — теореми.

Початкові поняття і аксіоми запозичують з досвіду. Тому очікується, що всі факти, доведені в аксіоматичній теорії, мають тісний зв'язок з життям і можуть бути використані в практичній діяльності людини.
Найважливішою вимогою до системи аксіом є її несуперечливість, що можна розуміти так: скільки б теорем з цих аксіом ми не доводили, серед них не буде двох теорем, які суперечать одна одній. Суперечлива аксіоматика не може бути основою для побудови змістовної теорії.